# Литл-Осейдж
Литл-Осейдж (англ. Little Osage River) — река на востоке штата Канзас и на западе штата Миссури (США). Вместе с рекой Мере-де-Син, Литл-Осейдж является одним из двух составляющих притоков реки Осейдж. Длина реки составляет 142 км.

## География

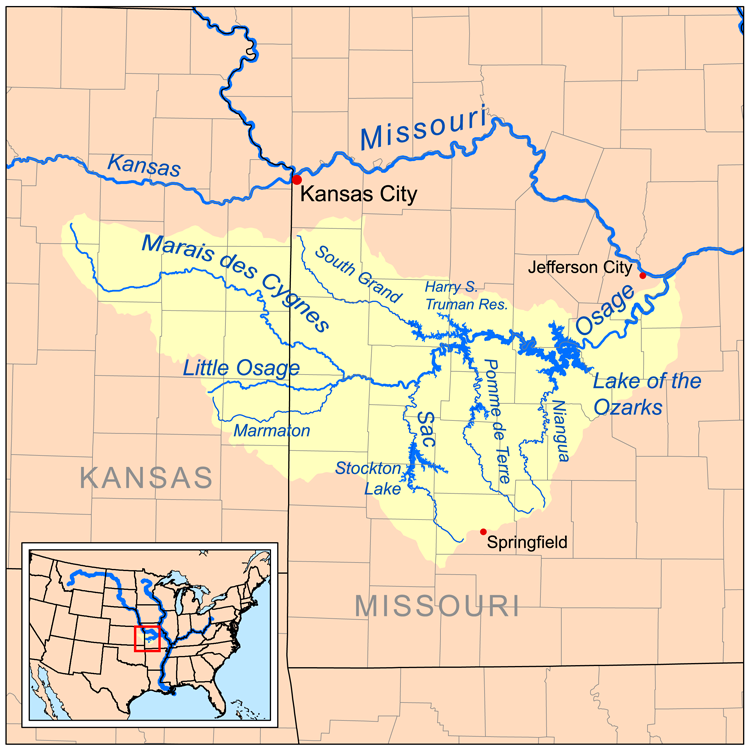
Бассейн реки Осейдж с указанием реки Литл-Осейдж (Little Osage)

Река Литл-Осейдж образуется на северо-востоке округа Аллен (Канзас), на высоте 289 м, при слиянии рек Норт-Форк-Литл-Осейдж (North Fork Little Osage River) и Мидл-Форк-Литл-Осейдж (Middle Fork Little Osage River). После этого река течёт преимущественно в восточном направлении, протекая по округам Аллен, Бурбон (Канзас) и Вернон (Миссури). Она сливается с рекой Мере-де-Син на высоте 220 м, образуя реку Осейдж, которая, в свою очередь, является притоком Миссури.
Площадь водосборного бассейна реки Литл-Осейдж — 4527 км². Он включает в себя бассейны Норт-Форк-Литл-Осейджа и Мидл-Форк-Литл-Осейджа, протекающих по округам Андерсон и Аллен. Другие притоки — Саут-Форк-Литл-Осейдж (South Fork Little Osage River, впадает на высоте 283 м) и Марматон (Marmaton River, 220 м).
Средний расход воды в районе Хортона (штат Миссури) — 10,45 м³/c (усреднённое значение по данным 2001—2012 годов).

## История
Как и река Осейдж, Литл-Осейдж получил своё название от индейцев-осейджей, которые проживали на берегах этих рек. В частности, на северном (левом) берегу реки Литл-Осейдж, напротив места впадения реки Марматон, находилась деревня «малых осейджей» (англ. Little Osage).
Во время Гражданской войны в США, 25 октября 1864 года, на берегах реки произошла так называемая «битва при Литл-Осейдже», в которой приняли участие отступающие после поражения в битве при Уэстпорте отряды конфедератов и силы федеральной армии США.